# Innra-Hólafjall
Innra-Hólafjall är ett berg i republiken Island. Det ligger i regionen Austurland, 400 km öster om huvudstaden Reykjavík. Toppen på Innra-Hólafjall är 1 088 meter över havet, eller 242 meter över den omgivande terrängen. Bredden vid basen är 1,6 km.
Runt Innra-Hólafjall är det mycket glesbefolkat, med 3 invånare per kvadratkilometer. Närmaste större samhälle är Neskaupstaður, omkring 16 kilometer öster om Innra-Hólafjall. Trakten runt Innra-Hólafjall består i huvudsak av gräsmarker.